# Friedrich von Lipp

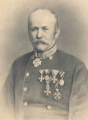
Oberst Friedrich von Lipp

Friedrich Wilhelm von Lipp (* 30. August 1806 in Stuttgart; † 30. Januar 1879 ebenda) war ein württembergischer Regimentskommandeur, der durch seine Beteiligung an der Niederschlagung der ersten badischen Revolution von 1848 eine gewisse Bekanntheit erreichte.

## Leben

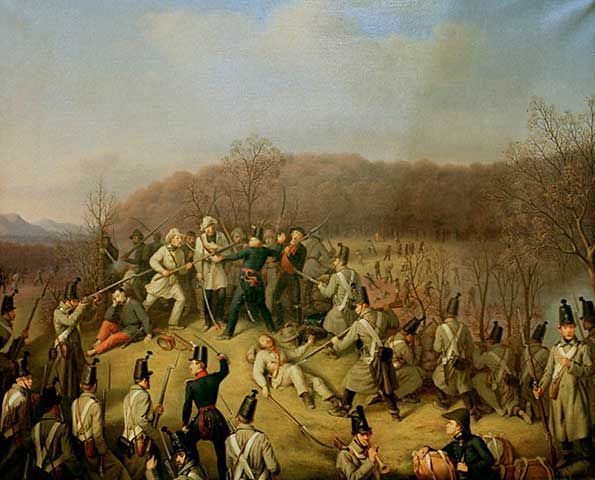
Gemälde „Hauptmann Lipp im Gefecht bei Dossenbach“ von Franz Seraph Stirnbrand (1851)

Lipp trat im Oktober 1825 in das 6. württembergische Infanterieregiment ein. 1830 wurde er Unterleutnant und 1834 Regimentsadjutant. Seine weitere Karriere im gleichen Regiment brachte ihm 1836 die Beförderung zum Oberleutnant und 1846 zum Hauptmann. Im April 1848 nahm er als Kompaniechef der 3. Kompanie des 6. Infanterieregiments teil am Expeditionskorps der württembergischen Armee, das unter General Miller bei der Niederschlagung des ersten badischen Aufstandes mitwirkte. Im Gefecht bei Dossenbach (27. April 1848) wurde er im Zweikampf mit dem Bataillonskommandeur der Deutschen Demokratischen Legion, Reinhard Schimmelpfennig, an der Hand verwundet. Mit seiner Kompanie bewirkte er die völlige Auflösung dieser letzten Freischar und beendete damit die erste badische Revolution. Lipp veröffentlichte 1850 seine Beschreibung des Marsches von Herwegh’s Legion und des Gefechts.
1850 wurde er Gouvernementsadjutant in der Bundesfestung Ulm. 1857 folgte die Beförderung zum Major und 1858 zum Oberstleutnant und Bataillonskommandeur. 1866 erhielt er als Oberst das Kommando über das 3. württembergische Infanterieregiment, das als Teil der württembergischen Felddivision den Mainfeldzug des VIII. Bundes-Armee-Korps im Deutschen Krieg gegen Preußen mitmachte. Im Gefecht bei Tauberbischofsheim wurden am 24. Juli 1866 auch Teile von Lipps Regiment eingesetzt, um die Preußen wieder aus Tauberbischofsheim zu vertreiben, was nicht gelang und zu starken Verlusten führte.
1869 wurde Lipp zum Ehreninvalidenkorps versetzt und wurde Kommandant der Festung Hohenasperg, die einerseits eine Garnison der württembergischen Armee beherbergte und andererseits die „Civilfestungsarrest- und Strafanstalt“, deren Vorstand Lipp ebenfalls wurde. Diese Aufgaben nahm er bis 1871 wahr.

## Ehrungen
Der Württemberger Lipp erhielt 1848 das Ritterkreuz mit Eichenlaub des badischen Ordens vom Zähringer Löwen für seine Mitwirkung bei der Niederschlagung der badischen Revolution. Außerdem wurde ihm das Ritterkreuz am blauen Bande des württembergischen Militärverdienstordens verliehen.